# Rede Nordeste TV
Rede Nordeste TV foi uma emissora de televisão brasileira com sede na cidade de Aracaju, capital de Sergipe. A emissora era sintonizada em TV por assinatura no canal 21 da Sim TV e online em seu site oficial.

## História

### Inauguração (1998)
A TV Cidade entrou no ar em 1998, como primeira emissora de TV a cabo local do Nordeste e 15ª do país na categoria. A emissora apostou na regionalização para fazer um diferencial frente aos demais canais locais. Foi inaugurada a partir de um sucedido projeto de transmissão ao vivo de uma prévia carnavalesca local.
Devido a repercussão, os diretores do canal implantaram no mesmo ano uma grade de programação voltada exclusivamente para a produção local e regional, sendo apenas algumas horas de programação por dia, as quais eram geralmente documentários e musicais.
A emissora também transmitiu eventos como cobertura do desfile de 7 de Setembro e das Eleições 98 além de eventos esportivos. Passou a mostrar os acontecimentos da cidade atraindo clientes e criando uma identidade com o assinante acostumado com a programação das TVs abertas.
Sua primeira sede era situada em uma casa na Rua São Cristovão, bairro Getúlio Vargas. possuía então, um único estúdio. Muitos referiam-se a emissora como TV Cidade, canal 20, uma referência ao canal em que ela pode ser sintonizada em uma das operadoras em que é transmitida.
A emissora tem hoje uma grade de programação flexível e grandes eventos como Carnaval, Pré Caju, Eleições, Odonto Fantasy, Debate Eleitoral, Desfile de 7 de Setembro e Festas de São João também fazem parte da grade de programação. Sua programação diária é composta por mais de 3 horas de conteúdo informativo.
Segundo a emissora, 37% das residências com TV por assinatura, estão sintonizados na TV Cidade, totalizando uma alcance de mais de 70 mil domicílios no estado. Sendo que o sinal da emissora chega a mais de 300 mil telespectadores (fonte: Ibope).
O programa Batalha na TV, foi exibido inicialmente pela TV Jornal até a venda da emissora. Logo após esse fato, outras três emissoras convidaram o jornalista, porém, devido a problemas de ajuste das respectivas grades de programação, o jornalista Carlos Batalha optou pela TV Cidade. Com cerca de seis meses no ar, a emissora já contava com seis horas diárias de programação.
O Programa "Janjão Nas Ruas de Ará" foi o primeiro programa de humor a ser produzido e exibido por uma emissora de TV a cabo local do Brasil, com um conteúdo humorístico que refletia a cultura local e uma criativa sátira aos próprios programas da emissora. Com destaque ao episódio, onde o humorista Janjão trabalhou junto aos garis, mostrando curiosidades e o lado humano daqueles que fazem um grande serviço à comunidade. O humorista fez uma participação no programa "Pânico na TV" da Rede TV e retornou à TV CIDADE com o Programa Janjão S.A. - Na gestão de Adierson Monteiro, muito mais estruturado, com quadros criativos e originais como o "S-Man", O Super-herói Sergipano e o Repórter investigativo "Stivie de Brusso" no quadro "Causo Especial" e outros.

### 2003-2010
Em 1º de junho de 2003, a TV Cidade foi adquirida pelo empresário Adierson Monteiro, um dos filhos do fundador do Grupo Progresso de Aracaju, grupo este responsável por 3 das empresas de transporte coletivo da cidade: Viação Progresso, Auto Viação Paraíso e Transporte Tropical.

#### Afiliação com a RedeTV! (2004)
Afiliou-se à RedeTV! em 5 de junho de 2004. Segundo a emissora, essa decisão foi motivada para uma redução de custos. Seu contrato de parceria não implica custos para nenhuma das partes. A emissora conta com uma programação local exclusiva para o público sergipano, além dos programas da RedeTV!.
Em 2009, recebeu o Prêmio Setransp de Jornalismo na categoria "Mídia Eletrônica - Televisão". Sendo esse mais um prêmio conquistado pela emissora. O prêmio foi conquistado através da reportagem: "Gratuidade no Transporte Publico" exibido no "Fala Cidade" produzido pela repórter Clécia Carla e sua equipe.

### 2010-atualmente
Em 1º de março de 2010, a emissora realizou algumas mudanças em sua grade de programação. E em 2 de março de 2010, a emissora estreou seu novo website.
De 8 a 19 de março de 2010, exibiu o especial Ruas de Ará, em homenagem ao aniversário da cidade de Aracaju, com a apresentação de Paulo Lobo.
Em 17 de março de 2010, a TV Cidade exibiu um programa sobre as comemorações do aniversário da cidade de Aracaju, tendo sido exibido ao vivo ao meio-dia.
De 30 de junho de 2010 até 12 de junho de 2011, a direção de jornalismo da emissora foi feita pela jornalista Elma Almeida. Ela já havia ocupado essa mesma função por treze anos na TV Record Brasília. Elma substituiu a jornalista Rosângela Dória, que deixou a emissora para encarar novos desafios e logo depois assumiu a diretoria de jornalismo da TV Aperipê. Atualmente, a jornalista trabalha na TV Alese ( emissora da Assembleia Legislativa de Sergipe). Elma Almeida deixou a TV Cidade depois de um ano. A jornalista Clécia Santos assumiu a diretoria de jornalismo, mas também deixou a casa para assumir a coordenação da assessoria de imprensa da Prefeitura de Aracaju. 
No dia 2 de setembro de 2010, a emissora exibiu um dos mais importantes debates com todos os sete candidatos ao governo do estado de Sergipe, foi o unico debate com a presença de público, este debate foi o sétimo na historia da emissora e foi realizado no auditorio do banco Banese.
Em 6 de dezembro de 2010, recebeu o primeiro lugar do 2° Prêmio Setransp de Jornalismo na categoria "Mídia Eletrônica - Televisão". A reportagem vencedora foi "Diminuição da mobilidade no trânsito de Aracaju aumenta o stress urbano", do repórter Rafael Carvalho ( atualmente repórter da TV Sergipe) e do cinegrafista Rudson Tadeu ( atualmente na TV Atalaia). 
No dia 14 de março de 2011, a TV Cidade estreou o primeiro seriado gravado no estado de Sergipe.
No dia 13 de junho de 2011, a jornalista Clécia Carla assumiu a direção de jornalismo da emissora, dessa forma, o telejornal Cidade Notícias passou a ser apresentado pelos jornalistas Lilían Fonsêca (atualmente na TV Atalaia , desde 2012- a jornalista é âncora do programa esportivo Atalaia Esporte) e Tássio Andrade ( que recebeu convite do diretor de jornalismo da TV Atalaia , afiliada Rede Record, e deixou a emissora em 2011). Atualmente, o jornalista trabalha na TV Sergipe , afiliada Rede Globo, desde 2014. Ainda sim o editorial do telejornal continuou sendo feito por Clécia Carla ( atualmente assessora de imprensa da secretaria de comunicação do município de Aracaju). O jornalista Rafael Carvalho (que deixou a emissora e foi para TV Alese) passou a comandar o Cidade Notícias depois da saída de Lilían Fonsêca da emissora. O telejornal Cidade Notícias foi apresentado por grandes nomes do jornalismo sergipano, como por exemplo, Carlos França , na época, também assessor de comunicação do Tribunal de Contas de Sergipe. A jornalista Tâmara Oliveira (atualmente na TV Sergipe desde 2010 - âncora do Globo Esporte) chegou a dividir a bancada do telejornal com Carlos França (atualmente na TV Sergipe - o jornalista é considerado um dos mais experientes no telejornalismo de Sergipe) como também Clécia Carla. Com a nova estratégia de voltar à programação 100% local (2013), a TV Cidade optou por tirar o noticiário da grade de programação e adotar um Boletim de Notícias.
No dia 7 de maio de 2012, a emissora passou a transmitir um novo programa ao vivo, intitulado de Boa Tarde Cidade, o programa era apresentado por Thamires Franci ( teve passagem pela TV Atalaia e exerceu a função de apresentadora na TV Sergipe até 2015). 
A TV Cidade transmite a maior cobertura da principal prévia carnavalesca do estado, o Pré Caju, além da transmissão do Forró Caju.
Em sua grade, há programas que destacam as festas que ocorrem na cidade de Aracaju, além de entrevistas com bandas locais e regionais.
A TV Cidade transmite toda a sua programação (local e nacional) pela internet inclusive para Ipads, Iphones e para o sistema operacional Android.
Em julho de 2012, a TV Cidade lançou um portal de notícias, o Cidade Sergipe, em fase beta.
Em julho de 2012, a Publicitária Leila Amorim assumiu a direção comercial e marketing da emissora.
Em 2014, a emissora passou a ser chamada de +TVC.
No dia 21 de Julho de 2014, a +TVC estreou o programa "Sergipe Notícias" apresentado por André Barros.  
No dia 26 de agosto de 2014, a +TVC realiza o Debate entre candidatos a governo de Sergipe. Compareceram Eduardo Amorim, Jackson Barreto e Sônia Meire.  
Em Novembro 2014 o programa "Cidade Notícias" estreou na tela da +TVC , apresentado por Candisse Mattos ( a jornalista deixou a emissora após receber convite da TV Atalaia).O programa agora é apresentado por Maraísa figueiredo e vai ao ar de Segunda a Sexta, às 17h30, com reprises às 20h e as 06h30 da manhã do dia seguinte.  
Em 2015, a TV Cidade colocou seriados, desenhos e outras coisas em sua programação. Além disso, estreou diversos programas, entre eles o "Sobre Tudo Mais", apresentado por Italo Lucas, de segunda à sexta, às 14h30 com reprise às 22h do mesmo dia.  
A emissora se prepara para entrar na era digital. Com isso, muitas coisas, além dos cenários, terão que ser adaptados.
Em 2017 a emissora se transforma para Rede Nordeste TV, e começa a operar em mais praças espalhadas pelo Nordeste ( Recife, Salvador, Feira de Santana, Paulista, Jaboatão dos Guarapes, Arairaca, Macéio e Olinda).
A programação agora possui grandes produções como o seriado Lost, Two and a Half Men, Os Cavaleiros do Zodíaco, uma grade de desenhos com títulos como Bob Esponja e Caverna do Dragão, assim como os programas de entretenimento, notícia e bem estar.

## Pré Caju
A emissora realiza a maior cobertura do Pré caju Verão, principal prévia carnavalesca do estado. Segundo a emissora, durante os quatro dias de festa, são cerca de 20 horas de transmissão ao vivo.
Em 2011, a emissora estreou a Varanda da Cidade, um espaço que ficou entre os camarotes possibilitando uma maior interação com os artistas da festa. Em 2012, a TV Cidade transmite o Pré Caju pela 14ª vez.
Em 2013 a TV Cidade realizou mais uma vez a transmissão do Pré-Caju AO VIVO da avenida para todo o mundo, assim conquistando o 2º lugar em audiência nas emissoras online. Mais um ano e a festa foi apresentada por Junior Versianni e Valquiria Miron.